# Richard Foster (Fußballspieler)
Richard Martyn „Ricky“ Foster (* 31. Juli 1985 in Aberdeen oder Elgin) ist ein schottischer Fußballspieler. Der rechte Außenverteidiger stand zuletzt 2022 beim US-amerikanischen Zweitligisten Detroit City FC als Spieler und Co-Trainer unter Vertrag.

## Karriere
Foster begann beim Elgin Boys Club mit dem Fußballspielen und wechselte im Juli 2001 in die Jugend des FC Aberdeen. Am 10. Mai 2003 debütierte der Schotte im Alter von 17 Jahren und 283 Tagen beim Sieg über Partick Thistle in der Scottish Premier League, als er in der 82. Minute für Darren Mackie eingewechselt wurde. Der als rechter Läufer ausgebildete Foster entwickelte sich in den folgenden Jahren unter Trainer Jimmy Calderwood zum Stammspieler und spielte seit Sommer 2006 vorwiegend als rechter Außenverteidiger. Am 20. September 2007 debütierte er für die „Dons“ beim Spiel gegen den ukrainischen Verein FK Dnipro auf europäischer Ebene im UEFA-Pokal und erzielte drei Monate gegen den FC Kopenhagen den einzigen internationalen Treffer seiner Laufbahn, indem er eine flach hereingegebene Flanke aus kurzer Distanz zum 4:0-Endstand verwandelte. Im Sechzehntelfinale folgte anschließend das Aus gegen den FC Bayern München (2:2, 1:5).
Nachdem er im Januar 2010 einen neuen Dreieinhalbjahresvertrag in Aberdeen unterzeichnet hatte, wurde der Schotte im Spätsommer 2010 im Tausch gegen den litauischen Stürmer Andrius Velička an den amtierenden Meister Glasgow Rangers verliehen. Bei seinem Debüt in der UEFA Champions League am 20. Oktober 2010 beim Remis der Rangers gegen den FC Valencia wurde Foster als Man of the Match ausgezeichnet. Für seine 15 Ligaeinsätze erhielt der Verteidiger am Saisonende die offizielle Siegermedaille als schottischer Meister 2011. Im Ligapokal war er allerdings aufgrund eines Einsatzes für die „Dons“ zu Saisonbeginn bei den hier ebenfalls siegreichen Rangers nicht spielberechtigt („cup-tied“).
Im Juni 2011 kehrte Foster zum FC Aberdeen zurück und wurde dort zum Mannschaftskapitän berufen. Für eine ungenannte Ablösesumme wechselte er in der folgenden Winterpause zum englischen Zweitligisten Bristol City und unterschrieb dort einen Zweieinhalbjahresvertrag. Bereits ein Jahr vor Vertragsende verließ Foster den Südwesten Englands und kehrte im September 2013 zu den Glasgow Rangers zurück. Nach dem Zwangsabstieg infolge der Insolvenz des Vereins waren die Schotten in der Vorsaison wieder in die Drittklassigkeit gelangt. Die Mannschaft aus dem Ibrox Stadium erreichte am Ende der Saison 2013/14 mit Foster ungeschlagen den Aufstieg in die zweitklassige Scottish Championship. Nach dem verpassten Wiederaufstieg im Folgejahr wurde der auslaufende Zweijahresvertrag des Schotten allerdings nicht verlängert, sodass sich Foster dem Erstligisten Ross County anschloss. Im März 2016 gewann er mit seinem Verein durch einen 2:1-Finalsieg über Hibernian Edinburgh zum ersten Mal in seiner Karriere den Ligapokal. Anschließend wechselte der Außenverteidiger ablösefrei zum Ligakonkurrenten FC St. Johnstone und wurde dort erneut zum Stammspieler. Nach einem Trainingszwischenfall mit Vereinstrainer Tommy Wright kehrte Foster Ende August 2019 zu seinem ehemaligen Club Ross County zurück und unterschrieb einen Vertrag bis Mai 2020. Der Kontrakt wurde über die aufgrund der COVID-19-Pandemie abgebrochenen Saison hinaus nicht verlängert.
Der Schotte debütierte am 12. Oktober 2004 beim torlosen Unentschieden gegen Moldawien für die U-21-Nationalmannschaft, zwei weitere Spiele folgten im November 2004 sowie im August 2006. Foster stand im Februar 2012 zum ersten und einzigen Mal in seiner Karriere im Kader der schottischen A-Nationalmannschaft, wurde im Freundschaftsspiel gegen die Slowakei jedoch nicht eingesetzt.

### Karrierestatistik
| Verein                  | Saison      | Liga                       | Liga | Liga | Pokal | Pokal | Ligapokal | Ligapokal | Europapokal | Europapokal | Gesamt | Gesamt |
| Verein                  | Saison      | Spielklasse                | Sp.  | T.   | Sp.   | T.    | Sp.       | T.        | Sp.         | T.          | Sp.    | T.     |
| ----------------------- | ----------- | -------------------------- | ---- | ---- | ----- | ----- | --------- | --------- | ----------- | ----------- | ------ | ------ |
| FC Aberdeen             | 2002/03     | Scottish Premier League    | 2    | 0    | 0     | 0     | 0         | 0         | 0           | 0           | 2      | 0      |
| FC Aberdeen             | 2003/04     | Scottish Premier League    | 18   | 1    | 3     | 0     | 0         | 0         | —           | —           | 21     | 1      |
| FC Aberdeen             | 2004/05     | Scottish Premier League    | 25   | 1    | 1     | 0     | 1         | 0         | —           | —           | 27     | 1      |
| FC Aberdeen             | 2005/06     | Scottish Premier League    | 25   | 1    | 2     | 0     | 1         | 0         | —           | —           | 28     | 1      |
| FC Aberdeen             | 2006/07     | Scottish Premier League    | 37   | 3    | 2     | 0     | 1         | 0         | —           | —           | 40     | 3      |
| FC Aberdeen             | 2007/08     | Scottish Premier League    | 33   | 1    | 5     | 0     | 3         | 0         | 7 U         | 1           | 48     | 2      |
| FC Aberdeen             | 2008/09     | Scottish Premier League    | 34   | 0    | 4     | 0     | 2         | 0         | —           | —           | 40     | 0      |
| FC Aberdeen             | 2009/10     | Scottish Premier League    | 37   | 0    | 2     | 0     | 1         | 0         | 2 E         | 0           | 42     | 0      |
| FC Aberdeen             | 2010/11     | Scottish Premier League    | 1    | 0    | 0     | 0     | 0         | 0         | —           | —           | 1      | 0      |
| Glasgow Rangers (Leihe) | 2010/11     | Scottish Premier League    | 15   | 0    | 2     | 0     | 0         | 0         | 3 C+4 E     | 0           | 24     | 0      |
| FC Aberdeen             | 2011/12 (H) | Scottish Premier League    | 22   | 1    | 0     | 0     | 2         | 0         | —           | —           | 24     | 1      |
| Bristol City            | 2011/12 (R) | Championship (II)          | 20   | 0    | 0     | 0     | 0         | 0         | —           | —           | 20     | 0      |
| Bristol City            | 2012/13     | Championship (II)          | 30   | 0    | 0     | 0     | 1         | 0         | —           | —           | 31     | 0      |
| Glasgow Rangers         | 2013/14     | Scottish League One (III)  | 23   | 0    | 4     | 0     | 0         | 0         | —           | —           | 27     | 0      |
| Glasgow Rangers         | 2014/15     | Scottish Championship (II) | 15   | 0    | 3     | 0     | 2         | 0         | —           | —           | 20     | 0      |
| Ross County             | 2015/16     | Scottish Premiership       | 32   | 0    | 4     | 0     | 4         | 0         | —           | —           | 40     | 0      |
| Ross County             | 2016/17     | Scottish Premiership       | 1    | 0    | 0     | 0     | 2         | 0         | —           | —           | 3      | 0      |
| FC St. Johnstone        | 2016/17     | Scottish Premiership       | 33   | 1    | 1     | 0     | 0         | 0         | —           | —           | 34     | 1      |
| FC St. Johnstone        | 2017/18     | Scottish Premiership       | 24   | 0    | 1     | 0     | 1         | 0         | 2 E         | 0           | 28     | 0      |
| FC St. Johnstone        | 2018/19     | Scottish Premiership       | 37   | 0    | 2     | 0     | 6         | 0         | —           | —           | 45     | 0      |
| FC St. Johnstone        | 2019/20     | Scottish Premiership       | 2    | 0    | 0     | 0     | 3         | 0         | —           | —           | 5      | 0      |
| Ross County             | 2019/20     | Scottish Premiership       | 20   | 0    | 1     | 0     | 0         | 0         | —           | —           | 21     | 0      |
| Insgesamt               | Insgesamt   | Insgesamt                  | 486  | 9    | 37    | 0     | 30        | 0         | 18          | 1           | 571    | 10     |

### Erfolge
- Schottischer Meister 2011 (mit den Glasgow Rangers)
- Schottischer Ligapokalsieger 2016 (mit Ross County)

## Persönliches
Foster ist seit Ende Mai 2018 mit der Singer-Songwriterin Amy Macdonald verheiratet.